# Světová asociace zoologických zahrad a akvárií
Světová asociace zoologických zahrad a akvárií (anglicky World Association of Zoos and Aquariums, WAZA) je mezinárodní organizace sdružující zoologické zahrady po celém světě. Jejím cílem je podporovat zoo, akvária a podobní zařízení, která se chtějí starat o zvířata a jejich záchranu a o ekologickou výchovu. Jejími přímými členy je přes 250 zoologických zahrad a akvárií.
Od roku 2011 sídlí v městečku Gland poblíž Ženevy, v sídle Mezinárodního svazu ochrany přírody (IUCN). Výkonným ředitelem Asociace je Gerald Dick.
Byla založena v roce 1935 v Basileji jako Mezinárodní unie ředitelů zoologických zahrad (International Union of Direstors of Zoological Gardens – IUDZG). Přes druhou světovou válku přestala fungovat a obnovena byla opět v Rotterdamu v roce 1946. V roce 2000 přijala svůj současný název.

## Význam
Podle Unie českých a slovenských zoologických zahrad, která je také jejím členem, jde o mezinárodní organizaci sdružující zoologické zahrady celého světa, které mají zájem získávat globálně nové osobní zkušenosti a dovednosti a používat je pro další zlepšování své vlastní práce. „Vzhledem k tomu, že témata řešená v zoologických zahradách jsou globální, ať již se jedná o chov zvířat téměř ze všech koutů naší planety či výukové a vzdělávací programy pro širokou veřejnost, přinášející informace o problematice geograficky velmi vzdálených oblastí, je možnost účastnit se setkávání na tomto odborném fóru velmi cenným nástrojem udržování vysoké odbornosti práce členských zahrad.“

## Členství
Světová asociace zoologických zahrad a akvárií sdružuje instituce různých typů:
- Členy WAZA (institucionálními členy – Institution members) mohou být zoo, akvária a podobná zařízení, která jsou zřízena především ke kulturním, výchovným, vědeckým nebo záchovným účelům.
- Kolektivními členy (Association members ) mohou být národní i nadnárodní organizace, které sdružují především zoo, akvária a podobná zařízení.
- Přidruženými členy (Affiliate members) mohou být organizace, které svou činností podporují vizi, cíle a zájmy WAZA.

Kromě těchto členů má WAZA např. ještě korporátní členy, kteří poskytují podporu zoologickým zahradám a akváriím, nebo čestné členy.
Z českých zoologických zahrad jsou členy WAZA následující zařízení:
- Zoo Brno
- Zoo Děčín
- Zoo Hluboká
- Zoopark Chomutov
- Zoo Jihlava
- Zoo Liberec
- Zoo Olomouc
- Zoo Ostrava
- Zoo Praha
- Zoo Ústí nad Labem
- Zoo Zlín

### Konference
Nejvyšším orgánem WAZA je výroční konference, která se koná obvykle na podzim. Jedna z nich proběhla u příležitosti 80. výročí založení Zoo Praha 2. – 6. října 2011 v Praze. Konference se mohou účastnit všichni členové, ale pouze institucionální a kolektivní členové mohou hlasovat a rozhodovat o činnosti WAZA.